# 觀音隧道 (台9線)
觀音隧道是台灣宜蘭縣南澳鄉的一座公路隧道，它屬於「台9線蘇花公路山區路段改善計劃」（蘇花改）南澳~和平路段的其中一座隧道，它穿越中央山脈南澳南溪至鼓音溪之間的山區，北接南澳南溪河川橋，南接鼓音溪鼓音橋銜接4.6公里長的谷風隧道。
觀音隧道南下線7945公尺、北上線7964公尺，是蘇花改計劃中最長的一座隧道，也是台灣第二長公路隧道及台灣省道最長公路隧道（與鼓音橋連結的谷風隧道共計12.614公里，並僅次於12.9公里的雪山隧道）。此隧道採雙孔雙向設計，南北向各設置一車道，路肩為緊急救援車道，隧道內限速60公里（2020年6月20起最高速限設為70公里、最低速限50公里）。此隧道於2020年1月6日通車，目前開放小型車、大客車及大貨車上路（2021年9月30日中午12點起試辦開放大型重型機車通行至2022年3月30日，2022年9月1日起正式開放大型重型機車行駛）。隧道內部已預留國道雙線規格，未來國五延伸永樂及蘇花安完工後，可以視狀況升級雙向4車道使用（現試辦大客車於3日以上連續假期時段性開放行駛路肩）。

## 工程內容
觀音隧道於2011年11月1日動工，主要工作為隧道施工橫坑l處約60公尺、機房3處（位北口及橫坑內），施工內容則包括道路工程、排水工程、隧道工程、聯絡隧道工程，橫坑隧道通風機房及隧道北口通風機房建築工程及其他附屬工程。
經過全體施工人員的努力下，觀音隧道北上線於2015年11月14日貫通、南下線於2016年5月3日貫通。
觀音隧道貫通後再進行主隧道襯砌、隧道內的台階施作、通風隔板施作及新建通風機房，還需進行抑拱施作及避車彎襯砌（又稱為人行聯絡通道或人車避難通道），然後再安裝照明系統及消防水霧系統，還有軸流風機及人行聯絡通道的照明系統及通訊系統，隧道的所有土建工程及機電工程同步施工。
隧道分為兩階段完工，第一階段已於2019年6月18日竣工，第二階段亦已於同年7月18日竣工。配合蘇花改全線通車，已於2020年1月6日下午4點開放通車，初期先開放小客車及大客車通行。
與谷風隧道銜接的谷音橋採用密透室設計，並設有遮光罩，避免駕駛人因兩隧道間短短60公尺橋上的強光造成眼睛不適、導致行車危險。
由於此隧道是蘇花改的其中之一的長隧道，因長隧道內的空氣品質欠佳，為考量用路人之安全，僅開放小客車、大客車及大貨車通行，起初尚未開放機車等車輛進行，2022年後開放。
為了重罰違規，公路總局已在此隧道、谷風隧道和東澳隧道內安裝區間測速照相機及車體辨識系統，兩者均在清明節連假過後才啟用，惟後者可偵測違規駛入車輛（如：機車、管制類型的大貨車），前者則是宣導期中，僅採用測速照相機，預計於2020年清明節連假過後才啟用區間測速照相機(於2022年3月1日啟用)。

## 隧道歷史及預定時程
- 2011年11月1日，觀音隧道正式動工
- 2015年11月14日，觀音隧道北上線貫通
- 2016年5月3日，觀音隧道南下線貫通
- 2019年
  - 6月18日，觀音隧道第一階段工程竣工
  - 7月18日，觀音隧道第二階段工程竣工
- 2020年
  - 1月6日，觀音隧道開放小客車及大客車通行。
  - 6月20日，觀音隧道原最高速限60公里提升至70公里，另增加最低速限50公里。
- 2021年
  - 1月19日上午9點，開放12.2公尺以下非管制大貨車通行。
  - 2月，開放大客車於3日以上連續假日時段性行駛蘇花改路肩[12]。
  - 9月30日中午12點，試辦開放大型重型機車通行（試辦至2022年3月30日止）
- 2022年
  - 3月1日，啟用隧道內的區間測速系統。[11]
- 2024年
  - 11月26日，大貨車金屬載運過高　通風管被撞斷 [13]

## 隧道內的設備
觀音隧道設置以下設備：
- 通風隔板：可在隧道內發生火災時將隧道內的濃煙排走
- 通風機防：可透過此設施以排出隧道內的濃煙
- 避難聯絡通道：內部設置通訊設備及照明系統，可於發生火災時在這暫避，為防止濃煙入侵，進入後要關上此通道的門
- 避難聯絡通道出入口：設有「逃生小綠人」及視線不佳逃生時辨識的燈光
- 軸流風機及水霧支管：配有水霧系統，此系統設定在起火後的2~3分鐘，自動確定火警位置並噴水降温
- 緊急停車處：若車輛故障可停靠在這停車處上
- 區間測速照相：於2022年3月1日啟用[11]
- 車體辨識系統：於2020年清明節連假過後啟用此系統，它可偵測機車、大貨車等違規車輛